# Satyrus josephi
Satyrus josephi är en fjärilsart som beskrevs av Otto Staudinger 1882. Satyrus josephi ingår i släktet Satyrus och familjen praktfjärilar. Inga underarter finns listade.